# Casos de abuso sexual de Marcial Maciel

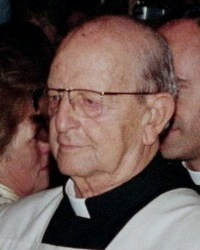
Padre Marcial Maciel LC (finales de 2004)

Marcial Maciel fue el líder fundador de los Legionarios de Cristo, con sede en México, y su director general desde 1941 hasta enero de 2005. Desde la década de 1970, el destacado sacerdote católico mexicano había abusado sexualmente de al menos 60 menores y tuvo seis hijos con tres mujeres. Descrito como un líder carismático y el «mayor recaudador de fondos de la Iglesia católica romana moderna», logró reclutar seminaristas en un momento de disminución de las vocaciones sacerdotales. Maciel fue el «sacerdote de más alto rango jamás disciplinado por acusaciones de abuso sexual».
Nueve hombres presentaron cargos formales contra Maciel ante el Vaticano en 1998. El escándalo relacionado con Maciel se vinculó con la serie más amplia de casos internacionales de abuso sexual católico que se denuncian en la Iglesia católica. Las autoridades de la Iglesia fueron criticadas por la lentitud de las investigaciones, y se conjeturó que se debía a que Maciel era cercano al papa Juan Pablo II y tenía conexiones bien ubicadas entre el clero de alto rango. Adelantando su edad, el Vaticano de Juan Pablo II optó por no procesar a Maciel, pero en 2006 el papa Benedicto XVI lo obligó a retirarse del ministerio activo. Maciel murió en 2008.
En marzo de 2010, los Legionarios de Cristo en un comunicado reconocieron que Maciel había cometido «acciones reprobables», incluido el abuso sexual. El comunicado afirmaba que «dada la gravedad de sus faltas, no podemos tomar su persona como modelo de vida cristiana o sacerdotal». Los Legionarios habían negado durante mucho tiempo las acusaciones contra el sacerdote y, desde el retiro forzoso de Maciel en 2006, no habían hecho ninguna declaración oficial en un sentido u otro. El 1 de mayo de 2010, el Vaticano denunció las acciones de Maciel y dijo que la Legión necesitaba una reforma; se designó un delegado papal para supervisar la organización y su gobierno.
En 2019, los Legionarios de Cristo publicaron un informe sobre los abusos cometidos por Maciel y otros sacerdotes. En particular, señalaron al cardenal Sodano, un influyente prelado del Vaticano, como responsable de ocultar las acusaciones contra Maciel a otros miembros de la curia. Sodano se retiró el mismo día que los Legionarios publicaron su informe.

## Historia de las investigaciones

### Investigación de 1956
Maciel, un sacerdote mexicano que fue director general de Los Legionarios de Cristo, que fundó en 1941, fue investigado en varias ocasiones por su comportamiento.En 1956, el Vaticano lo destituyó como superior e investigó las denuncias de abuso de drogas (morfina). Después de entrevistar a miembros de la entonces pequeña congregación, el Vaticano lo absolvió. Maciel fue reintegrado en febrero de 1959. No hay registros de ningún miembro que haya denunciado abuso sexual en ese momento. Sin embargo, desde entonces dos seminaristas informaron que habían mentido a los investigadores en 1956; no denunciaron haber sido abusados porque Maciel les había hecho jurar que nunca hablarían mal de él.

### Acusaciones desde la década de 1970
Desde la década de 1970, Maciel ha sido acusado dos veces de haber abusado sexualmente repetidamente de otros miembros de la congregación, incluidos niños pequeños. Sus acusadores incluyen un sacerdote, un consejero escolar, un profesor, un ingeniero, un abogado y un ex sacerdote que se convirtió en profesor universitario. Estos dos españoles y siete mexicanos se describieron a sí mismos como antiguos miembros de un grupo favorecido, conocido como los «colegiales apostólicos». Dijeron que el abuso supuestamente ocurrió durante tres décadas, comenzando en la década de 1940 en España e Italia. Como muchachos y jóvenes prometedores, los mexicanos habían sido llevados allí para ser educados. Dijeron que el abuso involucró a unos 30 niños y hombres jóvenes y se extendió durante al menos tres décadas.

### Nueve acusadores
En 1998, los nueve hombres mencionados anteriormente presentaron cargos formales contra Maciel en el Vaticano. Posteriormente, un hombre se retractó de su historia, alegando que había sido una fabricación destinada a dañar a los Legionarios; los otros ocho siguen manteniendo sus denuncias. Los acusadores describieron cómo Maciel fingía tener una enfermedad en la ingle y afirmaba falsamente que había recibido permiso papal para recibir ayuda para aliviar el dolor. Maciel y los Legionarios negaron originalmente las acusaciones. La Congregación para la Doctrina de la Fe (CDF), dirigida por el entonces cardenal Joseph Ratzinger (quien más tarde se convirtió en el Papa Benedicto XVI), examinó las acusaciones. La CDF les dijo a los demandantes al año siguiente que Maciel no sería procesado por su edad.

### Reapertura del caso
En 2004, los querellantes fueron informados por carta que la Congregación para la Doctrina de la Fe había decidido reabrir la investigación contra Maciel. Poco después, Maciel dimitió como director general de los Legionarios  en el Capítulo General Ordinario celebrado en enero de 2005. El P. Álvaro Corcuera fue elegido por el mismo Capítulo General como nuevo director general.

### Retiro
El 19 de mayo de 2006, el Vaticano publicó un comunicado de prensa instruyendo a Maciel a retirarse del ministerio activo a una vida de «oración y penitencia», los votos de obediencia de los Legionarios que requerían que los miembros mantuvieran el secreto, la impermeabilidad y se abstuvieran de dar cualquier humildad posible en la Legión también fueron levantados por el Papa Benedicto XVI en diciembre de 2007. A pesar de todo esto, Maciel nunca fue expulsado. Se mudó a una casa para sacerdotes en Jacksonville, Florida, donde murió en 2008. Maciel y los Legionarios continuaron negando todas las acusaciones hasta su muerte.

El 3 de septiembre de 2009, el P. Julio Martí y el P. Scott Reilly (los directores territoriales de los Legionarios en los EE. UU. y Canadá) se disculpó formalmente en nombre de la Legión. Ellos dijeron,
Estamos profundamente entristecidos y arrepentidos, y sinceramente pedimos perdón a Dios y a aquellos que han sido lastimados por esto. Lamentamos también que nuestra incapacidad para detectar, y por ende aceptar y remediar, las fallas del Padre Maciel haya causado aún más sufrimiento.
En 2014, el Capítulo General de los Legionarios de Cristo hizo una disculpa más formal y extensa.

### Más revelaciones
El 3 de febrero de 2009, The New York Times informó:
Los Legionarios de Cristo, una influyente orden religiosa católica romana, se han visto sacudidos por las nuevas revelaciones de que su fundador, que murió hace un año, tuvo una aventura con una mujer y tuvo una hija justo cuando él y su próspera orden conservadora estaban ganando la aclamación del Papa Juan Pablo II.
Esto ha sido confirmado por los Legionarios de Cristo. La BBC informó que Maciel tuvo seis hijos con tres mujeres, dos de los cuales vivían en México y uno en Suiza.
El reverendo Thomas V. Berg LC, director ejecutivo del Instituto de Ética y la Persona Humana de Westchester, se disculpó formalmente con las víctimas de Maciel: «Conmocionado, apenado y con un espíritu humilde, quiero expresar mi más profundo dolor por cualquiera que, de alguna manera, haya sido lastimado por las faltas morales del Padre Maciel». Unas semanas después de que estallara el escándalo, Berg dejó los Legionarios de Cristo para convertirse en sacerdote diocesano, transfiriendo el Instituto Westchester a la Arquidiócesis de Nueva York.

### Demanda civil en nombre de seis niños contra Maciel
En julio de 2009, el abogado José Bonilla fue designado para representar a tres de un total posible de seis hijos de Maciel en una demanda civil para recuperar el patrimonio del clérigo. El abogado afirmó que Maciel era dueño de varias propiedades en México y en todo el mundo a su nombre.
Los medios en España habían informado de una entrevista con una mujer que tuvo un hijo con Maciel hace más de 20 años; vivía en un piso de lujo en Madrid que le había comprado Maciel. Norma Hilda Baños dijo que siendo menor de edad fue abusada por Maciel y luego quedó embarazada de él. Ella dio a luz y crio a su hija.

### Reacción del arzobispo O'Brien
A raíz de estas revelaciones, el arzobispo Edwin O'Brien de Baltimore le dijo a su periódico arquidiocesano que la orden debe ofrecer «divulgación completa de las actividades [de Maciel] y de quienes son cómplices en ellas, o sabían de ellas, y de quienes todavía se niegan a ofrecer divulgación». Dijo que las finanzas de la orden también deberían estar sujetas a un «escrutinio objetivo». Describió a Maciel como «un hombre con un genio empresarial que, mediante engaños y duplicidades sistemáticas, usó nuestra fe para manipular a otros para sus propios fines egoístas». Criticó la «gran cantidad de secretismo en la propia vida [de Maciel]... [y] en las estructuras que creó». El arzobispo acogió con satisfacción la decisión del Vaticano en marzo siguiente de realizar una visita apostólica a los legionarios y dijo que la abolición de la orden «debería estar sobre la mesa».

## Visita apostólica
A principios de 2009, el Vaticano ordenó una visita apostólica a las instituciones de los Legionarios de Cristo tras las revelaciones de incorrección sexual por parte de Maciel. Las autoridades del Vaticano nombraron a cinco obispos de cinco países diferentes, cada uno encargado de investigar a los legionarios en una parte particular del mundo:
- Ricardo Watty Urquidi, obispo de Tepic, México, encargado de México y Centroamérica, donde los Legionarios tienen 44 casas, 250 sacerdotes y 115-120 religiosos seminaristas;[24][25]
- Charles J. Chaput, Arzobispo de Denver, encargado de Estados Unidos y Canadá, donde tienen 24 casas, 130 sacerdotes y 260 religiosos seminaristas;[25]
- Giuseppe Versaldi, obispo de Alessandria, a cargo de Italia, Israel, Filipinas y Corea del Sur, donde cuentan con 16 casas, 200 sacerdotes y 420 religiosos seminaristas (en Italia 13, 168 y 418 respectivamente);[25]
- Ricardo Ezzati Andrello, Arzobispo de Concepción, Chile, encargado de Chile, Argentina, Colombia, Brasil y Venezuela, donde cuentan con 20 casas, 122 sacerdotes y 122 religiosos seminaristas;[25]
- Ricardo Blázquez Pérez, obispo de Bilbao, España, a cargo de España, Francia, Alemania, Suiza, Irlanda, Holanda, Polonia, Austria y Hungría, donde cuentan con 20 casas, 105 sacerdotes y 160 religiosos seminaristas.[25]

Se reunieron con el Papa para informar sobre la visita en abril de 2010 y el Vaticano emitió un comunicado el 1 de mayo de 2010.
En diciembre de 2019, la organización aceptó la responsabilidad de 175 casos de abuso sexual infantil por parte de 33 sacerdotes, incluidos 60 menores que fueron abusados por Maciel. La organización también afirmó que el exsecretario de Estado del Vaticano, Angelo Sodano, lideró los esfuerzos para encubrir los abusos cometidos por Maciel y otros clérigos.

## Denuncia formal por parte del Vaticano
El 1 de mayo de 2010, el Vaticano nombró un delegado y nombró una comisión para revisar a los Legionarios de Cristo. En un comunicado, el Vaticano denunció a Maciel por crear un «sistema de poder» que le permitió llevar una doble vida «inmoral», «desprovista de escrúpulos y de auténtico sentimiento religioso» y le permitió abusar de niños durante décadas sin control.
Los «actos gravísimos y objetivamente inmorales» de Marcial Maciel, que fueron «confirmados por testimonios incontrovertibles», representan «verdaderos crímenes y manifiestan una vida sin escrúpulos ni auténtico sentimiento religioso», dijo el Vaticano. El Vaticano dijo que la Legión creó un «mecanismo de defensa» en torno a Maciel para protegerlo de las acusaciones y evitar que los testigos dañinos denunciaran abusos. «Lo hizo intocable», dijo el Vaticano. El comunicado denunció la «lamentable deshonra y expulsión de quienes dudaron» de la virtud de Maciel. La declaración del Vaticano no abordó si el liderazgo actual de la Legión enfrentará alguna sanción. Se analizarán las acciones tomadas por el liderazgo actual de los Legionarios; pero no se mencionaron sanciones específicas. El Vaticano reconoció las «dificultades» que enfrentaron los acusadores de Maciel durante los años en que fueron condenados al ostracismo o ridiculizados, y elogió su «coraje y perseverancia para exigir la verdad».
Como resultado de la visita, el Papa Benedicto XVI nombró al Arzobispo (más tarde Cardenal) Velasio De Paolis el 9 de julio de 2010 como Delegado Papal para supervisar los Legionarios y su gobierno.